# Stefan Zelger
Stefan Zelger (* 9. September 1995 in Bozen) ist ein ehemaliger italienischer Skilangläufer.

## Werdegang
Zelger nahm von 2012 bis 2015 vorwiegend an U18 und U20-Wettbewerben im Skilanglauf-Alpencup teil. Bei den Nordischen Junioren-Skiweltmeisterschaften 2015 in Almaty belegte er den 38. Platz über 10 km Freistil und den 34. Rang im Sprint. Im September 2015 wurde er im Berglauf über 10 km im Val di Fiemme Juniorenweltmeister im Rollerski. Im Dezember 2015 startete er in Prémanon erstmals bei Erwachsenenrennen im Alpencup und kam dabei auf den 19. Platz über 15 km Freistil und auf den neunten Rang über 15 km klassisch. Bei den U23-Weltmeisterschaften 2016 in Râșnov gelang ihn der 44. Platz über 15 km klassisch, der 33. Rang im Sprint und der 31. Platz über 15 km Freistil. Im folgenden Jahr errang er bei den U23-Weltmeisterschaften in Soldier Hollow den 18. Platz über 15 km Freistil und den 14. Platz im Sprint. Sein Debüt im Skilanglauf-Weltcup hatte er im Januar 2017 in Toblach, das er auf dem 50. Platz im Sprint beendete. Im Januar 2018 erreichte er in Campra mit dem dritten Platz im Sprint seine erste Podestplatzierung im Alpencup und holte in Seefeld in Tirol mit dem 28. Rang im Sprint seine ersten Weltcuppunkte. Ende Januar 2018 errang er bei den U23-Skiweltmeisterschaften in Goms den 12. Platz über 15 km klassisch und den siebten Platz im Sprint. Bei den Olympischen Winterspielen 2018 in Pyeongchang lief er auf den 60. Platz über 15 km Freistil und auf den 41. Rang im Sprint und bei den Nordischen Skiweltmeisterschaften 2019 in Seefeld in Tirol auf den 57. Platz über 15 km klassisch und auf den 29. Rang im Sprint. Nach der Saison 2020/21 beendete er seine Karriere.